# Triumph TR6
La TR6 (sigla di Triumph Roadster 6) è stata un'autovettura sportiva prodotta dalla Triumph dal 1968 al 1976 a Coventry, in Inghilterra.

## Storia

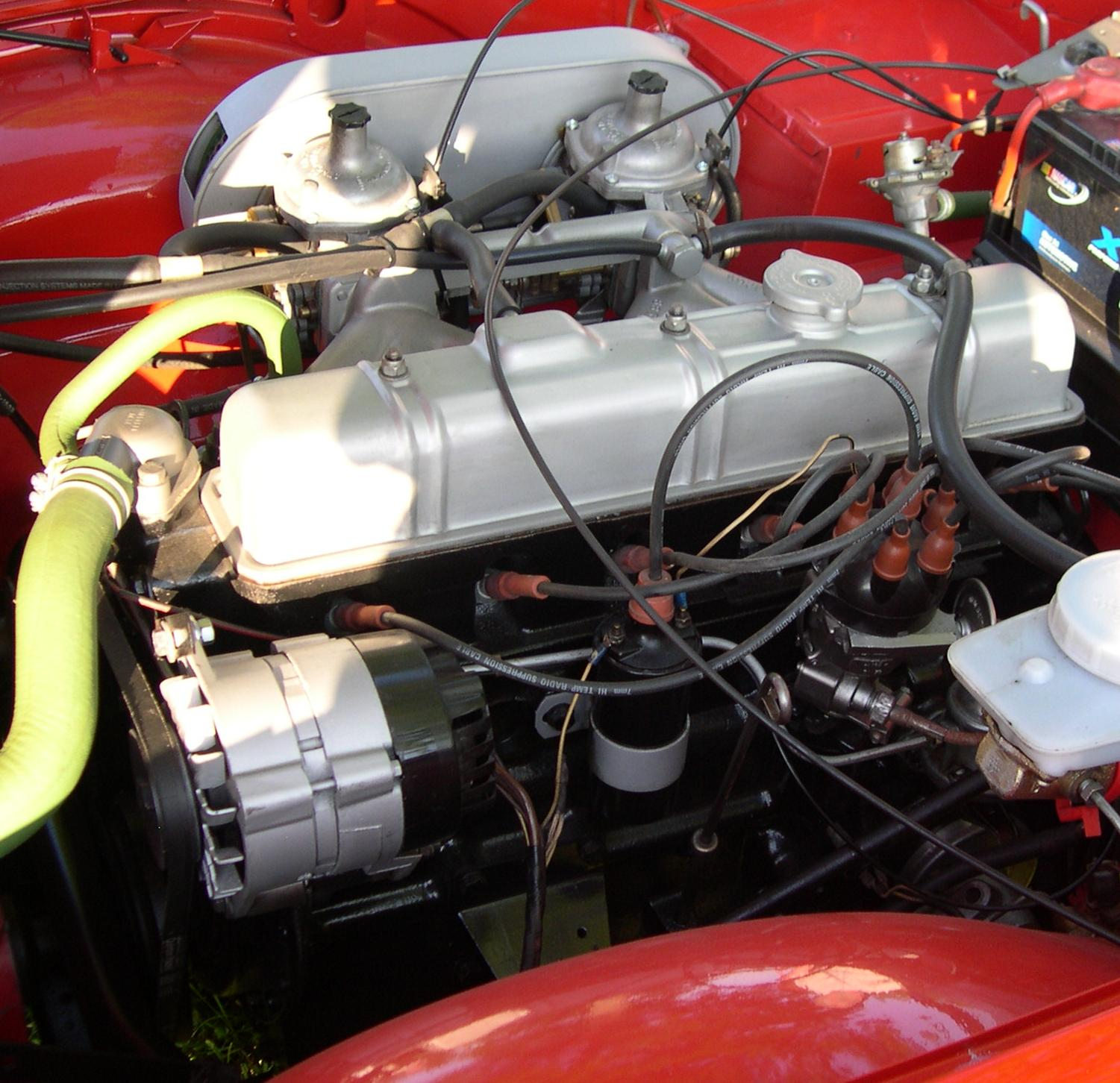
Il vano motore di una TR6 con carburatori

È stato il modello più venduto della serie TR. Appartenente alla categoria delle vetture sport, è stata sostituita dalla TR7. Dei 94.619 esemplari prodotti, 86.249 furono esportati; quindi, solo 8.370 vetture rimasero nel Regno Unito. La TR6 sostituì la TR250 negli Stati Uniti, mentre nel resto del mondo rimpiazzò la TR5. Nel primo caso, la produzione iniziò nel novembre 1968, mentre nel secondo l'assemblaggio ebbe inizio nel gennaio 1969.
In sostanza, la TR6 fu un restyling della TR5 operato dalla carrozzeria tedesca Karmann, nota soprattutto per la costruzione di cabriolet per conto della Volkswagen. Pertanto, la linea della carrozzeria della TR6 era piuttosto simile a quella della TR5. Nello specifico, il frontale fu rivisto e la coda fu resa tronca, oltre che più squadrata e massiccia rispetto a quella del modello predecessore. Questo tipo di stile fu molto comune negli anni settanta. La parte centrale della carrozzeria (comprese le portiere) rimase invece invariata, come l'intera meccanica, salvo per l'aggiunta di una barra antirollio anteriore e l'adozione di ruote più larghe. Il resto del corpo vettura era simile a quello delle TR4/TR5. Furono rivisti anche i paraurti, il disegno dell'hardtop e gli interni.
L'unico motore disponibile fu un sei cilindri in linea da 2.498 cm³ di cilindrata con alimentazione ad iniezione Lucas, da cui la denominazione TR6 PI ("Petrol-Injection", cioè "con iniezione di benzina"). Negli Stati Uniti, similmente alla TR250, il modello era invece offerto con alimentazione a due carburatori Stromberg a causa dell'adeguamento alle severe norme sulle emissioni dei motori che vigevano nella nazione citata. Il motore ad iniezione erogava 150 CV SAE di potenza (in realtà i CV erano 145 calcolati con il più realistico metodo DIN). Nel 1973, a causa della crisi petrolifera, la potenza della versione ad iniezione venne ridotta a 125 CV grazie a modifiche al profilo dell'albero a camme e all'installazione di un nuovo sistema di iniezione. Le versioni statunitensi a carburatore all'inizio erogavano 103 CV SAE, potenza che crebbe a 106 CV SAE nel 1972. Il propulsore era montato anteriormente, mentre la trazione era posteriore.
La TR6 aveva in dotazione un cambio manuale a quattro rapporti sincronizzati. Tra le opzioni, era disponibile l'overdrive Laycock A-Type sulle tre marce più alte, dal 1973 J-Type solo sulle due marce più alte. Le sospensioni posteriori erano indipendenti a bracci semi-oscillanti, lo sterzo era cremagliera ed i sedili erano singoli. Il modello era inoltre dotato di un set completo di tappetini, che erano collocati sul pavimento dell'auto e nel bagagliaio. La strumentazione era completa, ed il cruscotto era in legno. I freni anteriori erano a disco, mentre quelli posteriori erano a tamburo. Un hardtop in acciaio era offerto tra gli optional. Il telaio era separato, ed aveva quindi una struttura classica.
La TR6 poteva accelerare da 0 a 97 km/h in 8,2 secondi ed era in grado di raggiungere la velocità massima di 193 km/h.
Il restyling aveva modernizzato la linea della roadster (comunque obsoleta col suo telaio separato dalla carrozzeria), togliendole però buona parte della precedente eleganza. Nonostante ciò, parafanghi leggermente allargati e linee spigolose e squadrate si rivelarono vincenti, conferendo alla vettura un aspetto piacevolmente aggressivo.